# Marcell Takács
Marcell Takács (* 24. Juli 1989 in Budapest) ist ein ungarischer ehemaliger Fußballspieler.
Seine Karriere begann der Stürmer 1998 in seiner Heimatstadt Budapest beim Goldball '94 FC, von dem er 2003 in die Jugendabteilungen des Stadtrivalen MTK Budapest FC wechselte. 2006 wechselte der zu diesem Zeitpunkt 17-jährige Takács weiter zum FC Tatabánya, der in der Spielzeit 2006/07 in der Nemzeti Bajnokság als höchster ungarischer Spielklasse antrat. In dieser kam Takács am 19. August 2006 erstmals zum Einsatz, als er in der Schlussphase der Partie gegen Paksi SE eingewechselt wurde, und absolvierte bis zum Saisonende insgesamt 14 Ligaspiele für den FC Tatabánya, der mit dem zwölften Platz der Abschlusstabelle den Klassenerhalt erreichte. In der Spielzeit 2007/08 absolvierte Takács nochmals zwölf Partien für den FC Tatabánya, der schließlich als Tabellenletzter in die zweite Spielklasse abstieg. 
Takács, der zuvor zum U-17- und U-19-Nationalspieler seines Landes avanciert war, schloss sich daraufhin dem Erstliga-Konkurrenten Újpest Budapest an, für den er aber lediglich zu einem Einsatz kam, bevor er in der Spielzeit 2008/09 an den Bodajk FC Siófok verliehen wurde und für diesen 13 Spiele in Ungarns höchster Spielklasse absolvierte. Doch stieg auch Siófok im Sommer 2009 in die zweite Spielklasse ab, woraufhin Takács einen Wechsel ins Ausland anstrebte und sich dem deutschen Verbandsligisten Rostocker FC anschloss, um sich für höhere Ligen zu empfehlen. Zum Jahresbeginn 2010 wurde er vom Zweitligisten Hansa Rostock unter Vertrag genommen, bei dem er zunächst der Reservemannschaft zugeteilt wurde, die 2009/10 in der viertklassigen Regionalliga spielte. Dort konnte er sich jedoch nicht durchsetzen und absolvierte lediglich neun Einsätze, so dass er den Verein zum Saisonende wieder verließ. 
Ab Sommer 2010 spielte Takács daraufhin für den Oberligisten Goslarer SC 08, ehe er im Winter 2010/11 zum Schweizer Challenge-League-Verein FC Wil 1900 wechselte. Nach weiteren Vereinswechseln beendete 2014 seine aktive Karriere.